# Campionato francese di tennis 1903
Il Campionato francese di tennis 1903 (conosciuto oggi come Open di Francia o Roland Garros) è stato la 13ª edizione del Campionato francese di tennis, riservato ai tennisti francesi o residenti in Francia. Si è svolto su campi in terra rossa del Tennis Club de Paris a Parigi in Francia.
Il singolare maschile è stato vinto da Max Décugis, che si è imposto su André Vacherot. Il singolare femminile è stato vinto da Francoise Masson, che ha battuto Kate Gillou. Nel doppio maschile si sono imposti Max Décugis e J. Worth. Nel doppio misto la vittoria è andata a Hélène Prévost in coppia con Reginald Arthur Villiers Forbes.

## Seniors

### Singolare maschile
Max Décugis ha battuto in finale  André Vacherot con il punteggio di 6–3, 6–2.

### Singolare femminile
Francoise Masson ha battuto in finale  Kate Gillou con il punteggio di 6–0, 6–8, 6–0.

### Doppio maschile
Max Décugis /  Jacques Worth hanno battuto in finale  André Vacherot /  Marcel Vacherot che si sono ritirati sul punteggio di 8–6, 6–4.

### Doppio misto
Hélène Prévost /  Réginald Forbes